# Tipsy S.2
El Tipsy S.2 fue la versión de producción del Tipsy S, un monoplano deportivo monoplaza de ala baja diseñado por Ernest Oscar Tips en Bélgica a mediados de la década de 1930. Se produjo tanto en Bélgica como en el Reino Unido.

## Diseño y desarrollo

### Antecedentes
Avions Fairey, la filial belga de Fairey Aviation Company, se fundó entre 1930 y 1931 para producir los aviones Fairey Fox y Firefly IIM para la Fuerza Aérea Belga. Su director era Ernest Oscar Tips. Una vez iniciada la producción de los aviones militares, Tips se dedicó a diseñar y construir sus propios aviones ligeros. El primero de estos modelos fue el monoplaza Tipsy S y S.2, fabricado en 1935 en Bélgica por Avions Fairey y bajo licencia en el Reino Unido por Aero Engines Ltd. de Bristol. El Tipsy S (de Sport), a veces conocido como S.1, fue el prototipo. Llevaba la elegante matrícula OO-TIP.

### Diseño
El Tipsy S.2 era una máquina con armazón de madera, recubierto con una mezcla de contrachapado y lona. El ala se construyó alrededor de un larguero principal de sección en I, con aproximadamente un cuarto de cuerda, y un larguero de cajón auxiliar trasero. Estos largueros estaban unidos por un arriostramiento piramidal diagonal rígido. Se utilizó un revestimiento de contrachapado sujeto a esfuerzos desde el larguero principal hacia adelante, y el resto del ala se recubrió de tela sobre costillas de madera. El ala tenía una forma "elíptica" similar a la del Spitfire posterior, pero con un borde de ataque más recto. Los alerones diferenciales se extendían desde la mitad de la envergadura hasta las puntas; dado que continuaban la curvatura del borde de salida y su articulación debía ser recta, aunque con una marcada flecha hacia adelante, la cuerda de estos alerones aumentaba inicialmente hacia afuera, disminuyendo rápidamente hacia las puntas.
El fuselaje se basaba en cuatro larguerillos de abeto, de lados planos y revestidos de contrachapado. Tras la cabina se encontraba una cubierta redondeada, cuya altura dependía de si la acomodación eran abierta o cerrada. Las versiones cerradas o Coupés contaban con una cubierta más alta, de modo que la cubierta de rodoide (acetato de celulosa) se integraba suavemente en ella; con la cabina abierta, la cubierta sólo llegaba hasta la parte superior del reposacabezas.
En la parte trasera, el empenaje se construyó como parte integral del fuselaje. El timón, recubierto de tela, era redondeado, compensado por superficie y montado sobre una bisagra inclinada hacia adelante. Los elevadores y el plano de cola juntos formaban una elíptica similar a la de las alas. Como resultado, las bisagras del elevador estaban fuertemente inclinadas hacia adelante. El plano de cola, montado sobre el fuselaje, se apoyaba en el empenaje cerca del codaste del timón con un par de puntales externos; el timón se movía por encima de él. Había un pequeño patín de cola. El tren de aterrizaje principal, de vía ancha, tenía dos horquillas cantilever fijadas al larguero principal, con amortiguadores de goma en los puntos de fijación. Las patas y las ruedas estaban carenadas.
Los Tipsy S y S.2 fueron equipados con una variedad de motores, ninguno de los cuales producía más de 30 kW (40 hp). El prototipo Tipsy S comenzó a volar con un Douglas Sprite de 8 kW (11 hp), realizando su primer vuelo el 11 de mayo de 1935 en el aeródromo Avions Fairey de Gosselies. Al año siguiente, llevaba un motor Ava 4A-00 de 19 kW (25 hp), y posteriormente una variedad de motores pequeños, incluyendo el Sarolea Epervier. Más tarde regresó al Douglas Sprite, repotenciado a 15 kW (32 hp). La gran mayoría de los Tipsy S.2 de producción utilizaron el motor Sarolea Epervier de 24 kW (32 hp) en máquinas construidas en Bélgica o el Douglas Sprite II de 18 kW (24 hp) en los construidos en Inglaterra. Ambos motores eran bóxer bicilíndricos.

## Historia operacional
Se fabricaron diecinueve Tipsy S.2 en Bélgica, y sólo tres no llevaban el motor Sarolea. Sólo uno de los tres llevaba un motor más potente: el Train 4T de cuatro cilindros invertido de 40 hp. La mayoría tenía cabinas abiertas, y sólo cinco se adaptaron con la cabina cerrada. Varios se exportaron a destinos como Francia, Indonesia, Polonia, España, Sudáfrica, Suecia, Suiza y Reino Unido. El avión sudafricano (c/n 34) fue puesto en servicio por la SAAF durante la Segunda Guerra Mundial. Sólo cuatro sobrevivieron a la guerra y probablemente sólo dos de ellos volvieron a volar. Los otros dos se exhiben actualmente en museos: el SE-AFT, exOO-ASC, se encuentra en el Flygmuseum de Sloinge, Suecia, y el OO-ASB, exG-AFVH, está pintado como el prototipo Tipsy S OO-TIP en el Real Museo de las Fuerzas Armadas y de la Historia Militar de Bruselas.
Se iniciaron nueve aviones británicos, pero sólo se completaron seis, y de estos, sólo tres obtuvieron la autorización de vuelo. Todos contaban con motor Douglas y cabina abierta. El mercado británico, al menos, había perdido el entusiasmo por los ultraligeros monoplaza y, a finales de 1937, ningún Tipsy S.2 británico volaba en el Reino Unido. Como resultado, el Tipsy S no se desarrolló en el Reino Unido como el Tipsy B. El S nunca recibió el ala ranurada que podría haber mejorado su tendencia a bajar un ala en pérdida y luego entrar en barrena.
El único avión polaco Tipsy S.2 sirvió de base para el avión PWS-36, diseñado para Podlaska Wytwórnia Samolotów por tres recién graduados de la Universidad de Ciencias de Lwów. Sin embargo, el diseño fue finalmente rechazado en 1935 en favor del PWS-35, creado por el mismo equipo.

## Especificaciones (motor Epervier)
Referencia datos: Grey, 1972, p. 10c

### Características generales
- Tripulación: Uno (piloto)
- Longitud: 5,7 m (18,8 ft)
- Envergadura: 7,5 m (24,6 ft)
- Altura: 1,5 m (4,8 ft)
- Superficie alar: 9,5 m² (102,3 ft²)
- Perfil alar: RAF 42 progresando hacia RAF 32, y RAF 22 en la punta alar
- Peso vacío: 160 kg (352,6 lb)
- Peso cargado: 280 kg (617,1 lb)
- Planta motriz: 1× motor bóxer bicilíndrico refrigerado por aire Sarolea Epervier.
  - Potencia: 24 kW (33 HP; 33 CV)
- Hélices: Bipala de paso fijo

### Rendimiento
- Velocidad máxima operativa (Vno): 165 km/h (103 MPH; 89 kt)
- Alcance: 4 h

## Aeronaves relacionadas

### Aeronaves similares
- Chilton D.W.1
- Gordon Dove
- Watkinson Dingbat